# پیوند نفوذی

انیمیشن فرایند پیوند نفوذی

اتصال نفوذی یا جوشکاری نفوذی (Diffusion Bonding یا Diffusion Welding) یک روش جوشکاری حالت جامد است که در فلزکاری استفاده می‌شود و قابلیت اتصال فلزات هم‌جنس و غیر هم‌جنس را دارد، که در آن اتم‌های دو سطح جامد و فلزی در طول زمان خود را متلاشی می‌کنند. این اتفاق معمولاً در دمای بالا، یعنی تقریباً 50-75٪ دمای ذوب مطلق مواد انجام می‌شود.   اتصال نفوذی معمولاً با اعمال فشار بالا در دمای بالا، به موادی که قرار است جوش داده شوند، انجام می‌شود. این روش در بیشتر زمان‌ها برای جوش دادن "ساندویچی" از لایه‌های متناوب فویل‌های نازک فلزی و سیم‌ها یا رشته‌های فلزی استفاده می‌شود. در حال حاضر، روش اتصال نفوذی به طور گسترده برای اتصال فلزهای دیرگداز در صنایع هوافضا  و هسته‌ای استفاده می‌شود.

## تاریخچه
اتصال نفوذی قرن‌ها قدمت دارد. این تکنیک در عملیاتی به نام "gold-filled" برای اتصال‌دهی طلا و مس به منظور استفاده در جواهرسازی، و بسیاری از صنایع دیگر کاربرد دارد. در این فرایند، با ضربات مکرر و بسیار، طلای جامد را به ورقه نازکی از طلا تبدیل می‌کنند. سپس این ورقه را بر روی ورقه ای از مس قرار داده و با اعمال فشار و حرارت (به‌طور مثال با قرار دادن وزنه روی آن و در نهایت، با قرار دادن داخل کوره) در فرآیندی به نام «جوشکاری با فشار داغ» یا HPW، اتصال حاصل می‌گردد. روش‌های مدرن این فرایند توسط دانشمند شوروی N.F. Kazakov در سال ۱۹۵۳ مطرح شد.

## ویژگی‌ها
اتصال نفودی بدون عملیات ذوب و بدون فلز ذوب شونده و پرکننده انجام می‌شود، بنابراین هیچ وزنی به ترکیب دو فلز اضافه نمی‌شود، و به همین علت این اتصال تمایل به نشان دادن مقاومت فلزات پایه و همچنین مقاومت گرمایی آن‌ها را دارد. این مواد تحمل بسیار ناچیزی در برابر تغییر شکل دارند. در این فرایند تنش پسماند بسیار کمی ایجاد شده، و هیچ گونه آلودگی در حین پروسه جوش وجود ندارد. از لحاظ تئوری، اتصال نفوذی می‌تواند بین دو سطح با هر ابعادی انجام گیرد، بدون اینکه زمان مورد نیاز برای انجام آن افزایش پیدا کند. با این حال، از نظر عملی، سطح به دلیل عدم تأمین فشار مورد نیاز و محدودیت‌های فیزیکی دیگر محدود می‌شود. پیوند نفوذی می‌تواند با فلزات مشابه و غیرمشابه، فلزات واکنش‌پذیر و نسوز یا قطعات با ضخامت‌های متفاوت انجام شود.
با توجه به هزینه نسبتاً بالا این فرایند، اتصال نفودی اغلب برای کارهایی که جوشکاری آنها با وسایل دیگر دشوار یا غیرممکن است، استفاده می‌شود. به عنوان مثال می‌توان به موادی اشاره کرد که معمولاً از طریق همجوشی مایع به هم متصل نمی‌شوند، مانند زیرکونیوم و بریلیوم. یا مواد با نقطه ذوب بسیار بالا مانند تنگستن. یا لایه‌های متناوب از فلزات مختلف که باید در دماهای بالا استحکام خود را حفظ کنند، یا ساختار فویل‌های فلزی بسیار نازک و لانه زنبوری. آلیاژهای تیتانیوم اغلب به صورت پخشی پیوند می‌خورند، علیرغم اینکه لایه نازک اکسید می‌تواند در دمای بیش از ۸۵۰ درجه سانتیگراد حل شود و به دور از سطوح پیوند پخش شود.

## وابستگی به دما
نفوذ حالت پایدار با مقدار شار نفوذی که از سطح مقطع سطوح اتصال می‌گذرد، تعیین می‌شود. قانون اول نفوذ فیک می‌گوید:
{\displaystyle J=-D{\frac {dC}{dx}}}
که در آن J شار نفوذ، D ضریب نفوذ و dC / dx گرادیان غلظت در مواد مورد نظر است. علامت منفی حاصل ضرب گرادیان است.
شکل دیگری از قانون فیک می‌گوید:
{\displaystyle J={\frac {M}{At}}}
که در آن M به عنوان جرم یا مقدار اتم‌های منتشر شده تعریف می‌شود، A سطح مقطع و t زمان مورد نیاز است. با معادل سازی دو معادله و مرتب‌سازی مجدد به نتیجه زیر می‌رسیم:
{\displaystyle t=-{\frac {1}{D}}{\frac {M}{A}}\left({\frac {dC}{dx}}\right)^{-1}}
از آنجا که جرم و مساحت برای یک اتصال مشخص ثابت است، زمان مورد نیاز عمدتاً به گرادیان غلظت و ضریب نفوذ بستگی دارد. ضریب نفوذ توسط معادله زیر تعیین می‌شود:
{\displaystyle D=D_{0}e^{-{\frac {Q_{d}}{RT}}}}
که در آن Qd انرژی فعال سازی برای نفوذ، R ثابت جهانی گازها، T دمای ترمودینامیکی تجربه شده درطول فرایند، و D0 یک فاکتور نمایی مستقل از دما است که به مواد شرکت‌کننده در فرایند بستگی دارد. برای یک اتصال معین، تنها کمیت قابل کنترل در این معادله دما است.

## فرآیندها

پروسه پیوند نفوذی

هنگام اتصال دو ماده با ساختار کریستالی مشابه، اتصال نفوذی با کنار هم نگه داشتن دو قطعه مجاور یکدیگر انجام می‌شود. قبل از جوشکاری، این سطوح باید تا جای ممکن صاف و صیقلی پرداخت سطح شوند و تا حد امکان از آلاینده‌های شیمیایی یا سایر ذره‌ها دور نگه داشته شوند. هرگونه ماده مداخله‌گر بین دو سطح فلزی ممکن است از نفوذ مناسب مواد جلوگیری کند. ماشین ابزار خاصی برای هر کاربرد جوشکاری ساخته‌شده‌است تا قطعات کار را به هم جفت کند. پس از آن، فشار و گرما معمولا برای مدت زمان زیادی به اجزای سازنده وارد می‌شود. سطوح یا در یک کوره یا از طریق مقاومت الکتریکی گرم می‌شوند. فشار را می‌توان با استفاده از پرس هیدرولیک اعمال کرد. این روش امکان اندازه‌گیری دقیق بار روی قطعات را فراهم می‌کند. در مواردی که قطعات نباید دارای شیب دما باشند، می‌توان از انبساط حرارتی دیفرانسیلی برای اعمال بار استفاده کرد. با اتصال قطعات با استفاده از فلز با انبساط کم (مانند مولیبدن)، قطعات بار خود را با انبساط بیشتر از فلز ثابت در دما تامین می‌کنند.
روش‌های جایگزین برای اعمال فشار شامل استفاده از وزنه مرده، فشار گاز دیفرانسیلی بین دو سطح و اتوکلاوهای فشار بالا می‌باشد. هنگام استفاده از فلزاتی که دارای لایه‌های اکسیدی قوی (مانند مس) هستند، جوشکاری باید در یک فضای خلا یا گاز بی‌اثر انجام شود. عملیات‌های سطحی مانند پولیش، اچینگ و تمیز کردن به اندازه فشار و دمای نفوذ از فاکتورهای مهم در مورد روند جوشکاری است.
در سطح میکروسکوپی ، اتصال نفوذی در سه مرحله رخ می‌دهد:
- تغییر شکل ناهنجاری‌های میکروسکوپی : قبل از تماس کامل سطوح، ناهنجاری‌ها (عیوب سطحی بسیار کوچک) روی دو سطح با هم تماس گرفته و به صورت پلاستیکی تغییر شکل می‌دهند. با تغییر شکل این عیوب ، به هم متصل می‌شوند و رابط بین دو سطح را تشکیل می‌دهند.
- انتقال جرم با نفوذ کنترل‌شده: دما و فشار بالا باعث خزش سریع در مواد می‌شود. مرزهای دانه و مواد خام منتقل شده، و شکاف بین دو سطح به منافذ ایزوله کاهش می‌یابند.
- انتقال رابط: مواد شروع به نفوذ در سراسر مرزهای دو سطح مجاور می‌کنند، که باعث مخلوط شدن این مرزها و ایجاد اتصال می‌شود.

## فواید
- سطح جوش خورده دارای خواص فیزیکی و مکانیکی مشابه مواد پایه است. هنگامی که اتصال کامل شد، می‌تواند با تست هایی مانند آزمون کشش آزمایش شود.
- فرایند پیوند نفوذی قادر به تولید اتصالات با کیفیت بالایی است که بدون هیچگونه ناپیوستگی و تخلخل می‌باشند.[۱۱] به عبارت دیگر، ما قادر به سنباده زدن، تولید و حرارت دادن مواد هستیم.
- اتصل نفوذی امکان ساخت قطعات با دقت بالا با اشکال پیچیده را فراهم می‌کند. همچنین، نفوذ انعطاف پذیر است.
- روش اتصال نفوذی می‌تواند به طور گسترده، در اتصال مواد مشابه یا غیر مشابه مورد استفاده قرار گیرد. همچنین در پردازش مواد کامپوزیتی از اهمیت زیادی برخوردار است.
- رسیدن به این فرآیند بسیار سخت نیست و هزینه انجام اتصال نفوذی پایین است.[۱۲]
- ماده تحت نفوذ قادر به کاهش تغییر شکل پلاستیک است.

## قابلیت کاربرد

فرآیند تشکیل ورق با استفاده از پیوند نفوذی

اتصال نفوذی در درجه اول برای ایجاد اشکال پیچیده برای صنایع الکترونیک، هوافضا و فناوری‌های هسته‌ای استفاده می‌شود. از آنجایی که این شکل از اتصال در مقایسه با سایر تکنیک‌های اتصال مانند جوشکاری انفجاری زمان قابل توجهی را می‌طلبد، قطعات در مقادیر اندک ساخته می‌شوند و اغلب ساخت آن به صورت خودکار انجام می‌شود. با این حال،به دلیل نیازهای مختلف،زمان مورد نیاز می‌تواند کاهش یابد. در تلاش برای کاهش تعداد اتصال‌دهنده‌ها، هزینه‌های نیروی کار و تعداد قطعات، از اتصال نفوذی نیز همراه با شکل گیری سوپر پلاستیک هنگام ایجاد فرم‌های پیچیده ورق‌ فلز استفاده می‌شود. ورق‌های متعدد روی هم چیده شده و در بخشهای خاصی به هم متصل می‌شوند. سپس این دسته در قالب قرار داده می‌شوند و فشار گاز ورق‌ها را منبسط می‌کند تا قالب پر شود. این کار اغلب با استفاده از آلیاژهای تیتانیوم یا آلومینیوم برای قطعات مورد نیاز در صنعت هوافضا انجام می‌شود.
مواد معمولی که به این روش جوش داده می‌شوند شامل تیتانیوم ، بریلیم و زیرکونیوم هستند. در بسیاری از هواگردهای نظامی،اتصال نفوذی به حفظ مواد استراتژیک گران قیمت و کاهش هزینه‌های ساخت کمک می‌کند. برخی هواپیماها بیش از 100 قطعه متصل از طریق نفوذ دارند، از جمله بدنه هواپیماها، اتصالات محرک بیرونی و داخل هواپیما، ارابه فرود هواپیما، و... 